# Lingulata
Classe

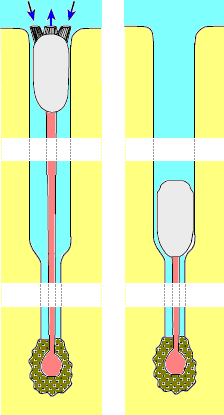
Brachiopode lingulide en position « haute » et « basse ».

Les Lingulata ou brachiopodes lingulidés sont une classe de brachiopodes, parmi les plus anciens ayant existé. Ils étaient déjà présents au début du Cambrien (plus de 540 Ma).
Les formes actuelles ont longtemps été considérées comme des « fossiles vivants », car seules leurs coquilles pouvaient être étudiées par les paléontologues. Grâce à des descriptions récentes de leur anatomie tant chez les formes actuelles que fossiles, leur évolution morphologique et génétique a été mise en évidence et cet ancien concept a été peu à peu abandonné. En outre, les Lingulata présentent des formes de coquilles très variées, même chez les espèces actuelles. Celles-ci appartiennent aux deux super-familles des Linguloidea (famille des Lingulidae : genre Lingula et Glottidia) et des Discinoidea (famille des Discinidae : genres Pelagodiscus, Discina, Discinisca, Discradisca).

## Description
Les Lingulata ont des coquilles circulaires ou en forme de languette munies d'un pédicule avec lequel l'animal s'enfouit dans le sable ou s'attache à un substrat dur. Les cils du lophophore génèrent un courant respiratoire et nutritif à travers ce dernier et la cavité du manteau. L'intestin prend la forme d'un J.
Les coquilles des Lingulata sont composées d'un mélange de phosphate de calcium, de protéines et de chitine. En cela, ils diffèrent de la majorité des mollusques à coquilles, qui sont essentiellement formées de carbonate de calcium. Les Lingulata sont des brachiopodes invertébrés, ainsi nommés à cause de la simplicité de leur mécanisme de "charnière". Ce mécanisme est dépourvu de denture et n'est tenu ensemble que par une musculature complexe.
Bien que Lingula soit un protostome, son embryogenèse présente un clivage radial et une formation de cœlome entérocoelique, typiques des deutérotomes basaux.

## Taxons de rang inférieur
D'après la phylogénie moléculaire, les brachiopodes comprennent trois sous-phylaxie : Linguliformea, Craniiformea et Rhynchonelliformea. Le groupe le plus primitif est celui des Linguliformea. Les fossiles trouvés les plus anciens remontent au début du Cambrien et coïncident avec l'innovation de la biominéralisation.
Il s'agit des ordres suivants :
- Acrotretida (éteint)
- Lingulida
- Siphonotretida (éteint)

## Consommation

Un brachiopode lingulidé.

Ce genre à l'origine indo-pacifique est récolté pour la consommation humaine du Japon jusqu'en Australie[réf. nécessaire]. Il est cuisiné et consommé en Nouvelle-Calédonie (Lingula anatina Lamarck. 1801 et Lingula adamsi Dall, 1873) où il est dénommé « moule à queue ».

## Fossile vivant
Darwin qualifiait les brachiopodes lingulidés de « fossiles vivants », car la morphologie de leur coquille a peu changé depuis le Silurien.
Les taxons de la famille des Lingulidae présentent des changements morphologiques évolutifs malgré le fait que le groupe semble panchronique chez les Brachiopodes récents. Par conséquent, l'opinion traditionnelle selon laquelle les Lingulidae sont des « fossiles vivants » est très probablement erronée. En tout état de cause, seule l'espèce peut être considérée comme un fossile vivant, les taxons supra-spécifiques sont automatiquement exclus. Son extension géologique s'étend du début du Tertiaire, peut-être du Crétacé, jusqu'à nos jours.
Une analyse du génome a montré que, contrairement à sa réputation de « fossiles vivants », le génome de Lingula a évolué activement.

## Publication originale
- (ru + en) Vladimir Gorjansky et Leonid Yevgenyevich Popov, « The morphology, systematic position, and origin of inarticulate brachiopods with carbonate shells », Paleontological Journal, Nauka et Springer Science+Business Media, vol. 3,‎ 1986, p. 3-13 (ISSN 0031-0301 et 1555-6174, OCLC 1639478).